# Форт Ірвін
Форт Ірвін (англ. Fort Irwin), також Національний тренувальний центр армії США у форті Ірвін (англ. Fort Irwin & the National Training Center (NTC)) — одна з військових баз армії США, яка розташована в пустелі Мохаве в окрузі Сан-Бернардіно у штаті Каліфорнія.
Свою назву отримала на честь генерал-майора артилерії США Джорджа Лероя Ірвіна.
База Ірвін входить до Командування військовими базами (англ. Installation Management Command (IMCOM). Роль військ ймовірного противника у форті покладається на 11-й бронекавалерійський полк, який має завдання в процесі проведення військових навчань підігрувати за ті війська, з якими мають битися регулярні підрозділи американської армії.

## Клімат
База знаходиться у зоні, котра характеризується кліматом тропічних пустель. Найтепліший місяць — липень із середньою температурою 20.7 °C (69.2 °F). Найхолодніший місяць — грудень, із середньою температурою 5.3 °С (41.5 °F).
| Клімат Форту Ірвін      | Клімат Форту Ірвін | Клімат Форту Ірвін | Клімат Форту Ірвін | Клімат Форту Ірвін | Клімат Форту Ірвін | Клімат Форту Ірвін | Клімат Форту Ірвін | Клімат Форту Ірвін | Клімат Форту Ірвін | Клімат Форту Ірвін | Клімат Форту Ірвін | Клімат Форту Ірвін | Клімат Форту Ірвін |
| Показник                | Січ.               | Лют.               | Бер.               | Квіт.              | Трав.              | Черв.              | Лип.               | Серп.              | Вер.               | Жовт.              | Лист.              | Груд.              | Рік                |
| Середня температура, °C | 5,4                | 6,6                | 7,7                | 9,8                | 13,4               | 17,4               | 20,7               | 20,3               | 17,7               | 13                 | 7,8                | 5,3                | 12,1               |
| Норма опадів, мм        | 26                 | 31                 | 22                 | 5                  | 4                  | 1                  | 8                  | 14                 | 9                  | 7                  | 8                  | 14                 | 147                |
| Днів з опадами          | 4                  | 4                  | 4                  | 2                  | 1                  | 0                  | 1                  | 1                  | 1                  | 1                  | 1                  | 2                  | 22                 |
| Днів з дощем            | 1                  | 1                  | 0                  | 0                  | 0                  | 0                  | 0                  | 0                  | 0                  | 0                  | 0                  | 1                  | 6                  |
| Вологість повітря, %    | 56                 | 47                 | 38                 | 33                 | 29                 | 23                 | 24                 | 25                 | 28                 | 31                 | 43                 | 52                 | 36                 |
| ----------------------- | ------------------ | ------------------ | ------------------ | ------------------ | ------------------ | ------------------ | ------------------ | ------------------ | ------------------ | ------------------ | ------------------ | ------------------ | ------------------ |
| Джерело: Weatherbase    |                    |                    |                    |                    |                    |                    |                    |                    |                    |                    |                    |                    |                    |

## Галерея
Національний тренувальний центр армії США у форті Ірвін

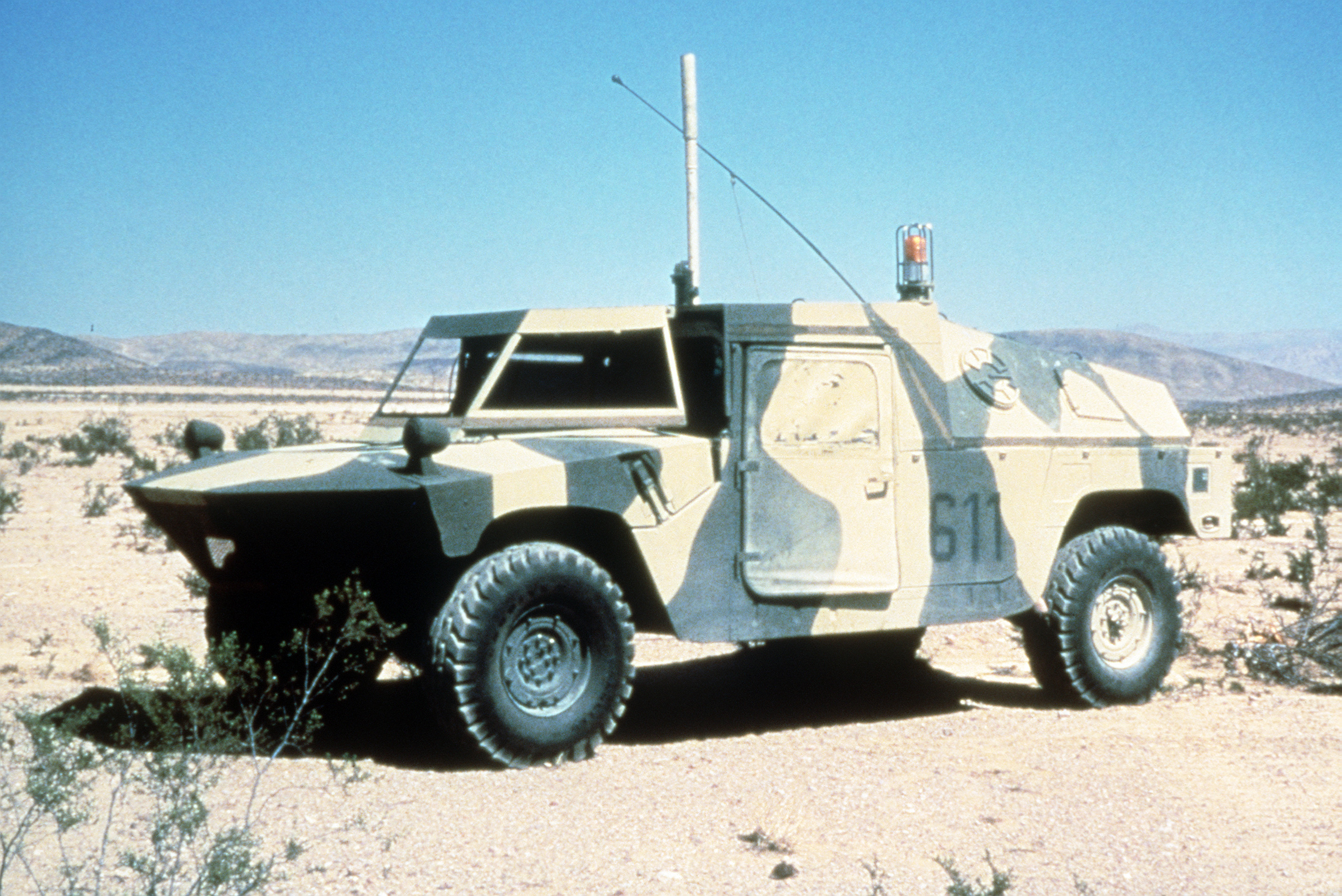
Американський M998 «Хаммер» переобладнаний під радянський БРДМ-1 для проведення військових навчань
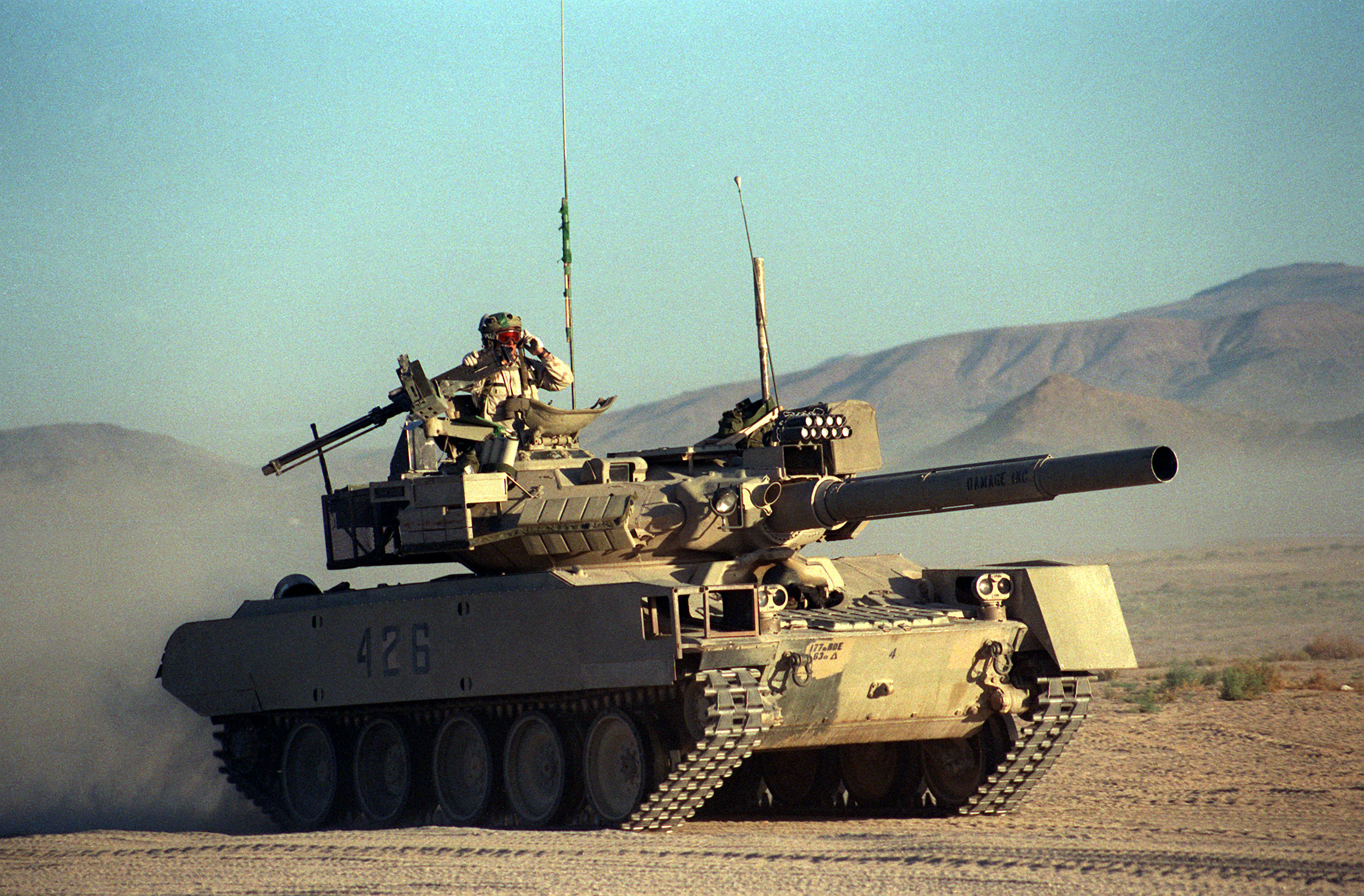
Танк M551 «Шеридан», який імітує радянський Т-80
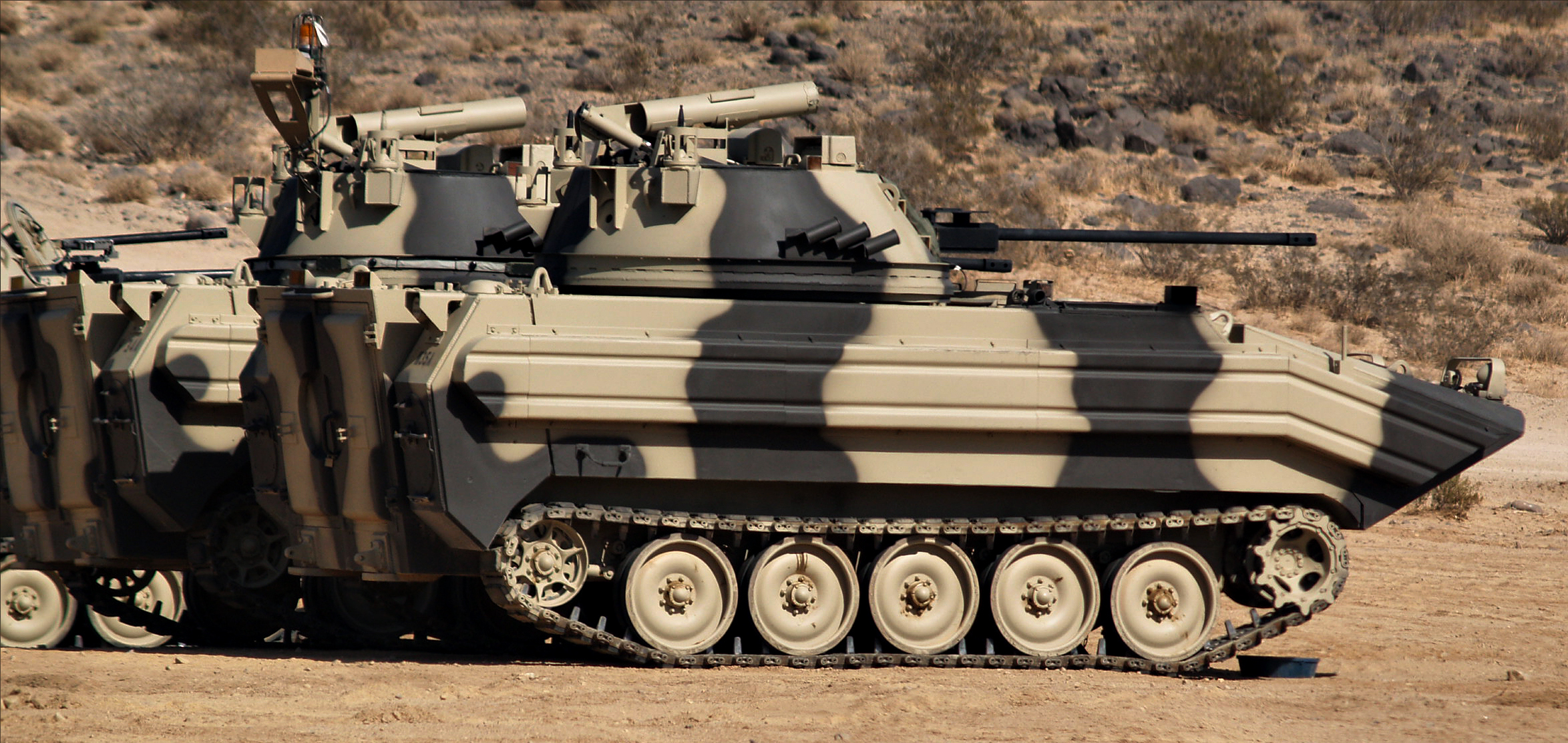
Перероблений під радянську БМП-1 гусеничний бронетранспортер. 17 лютого 2012
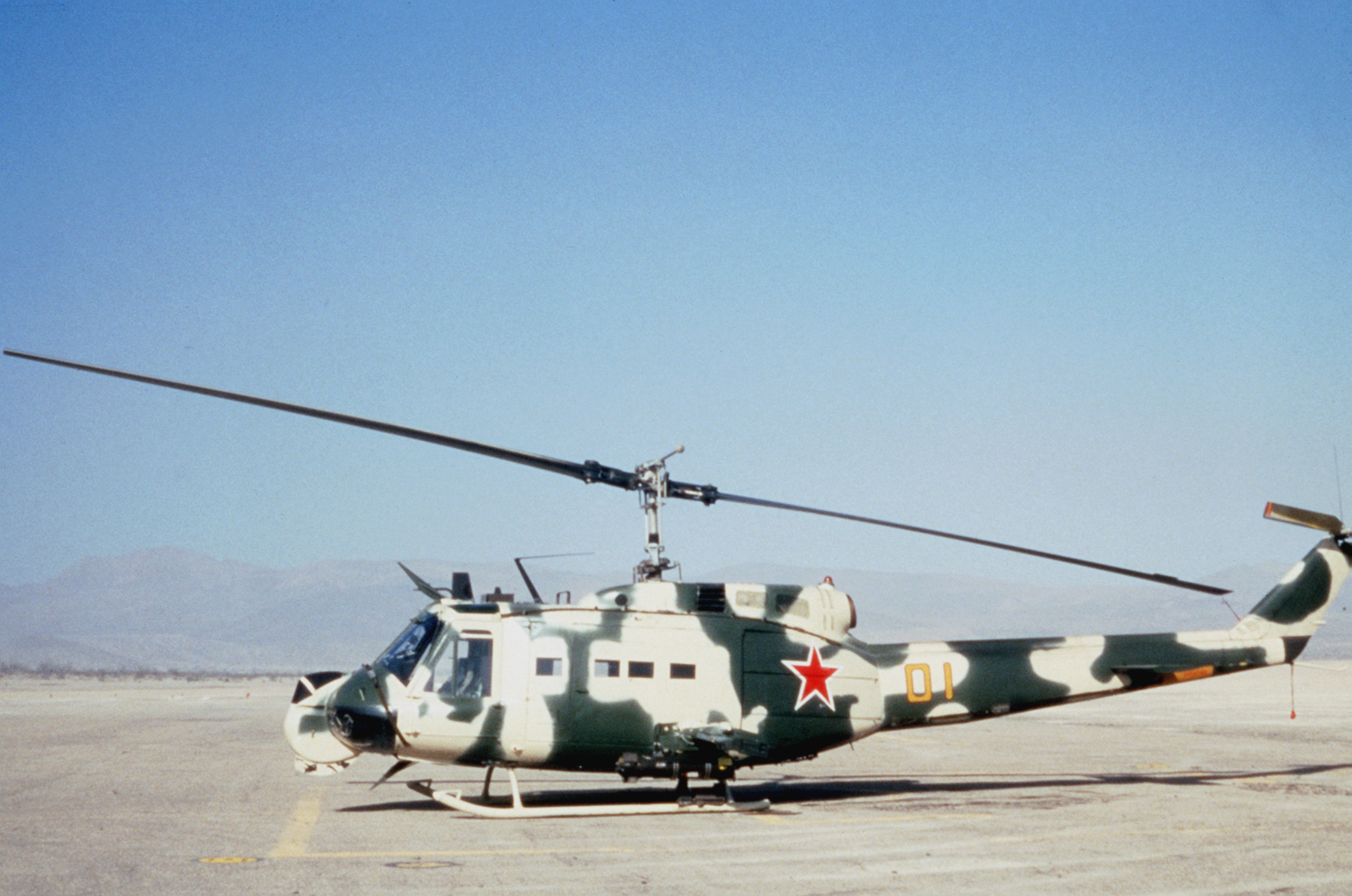
Вертоліт UH-1H «Ірокез» перероблений під Мі-24. 29 жовтня 1985
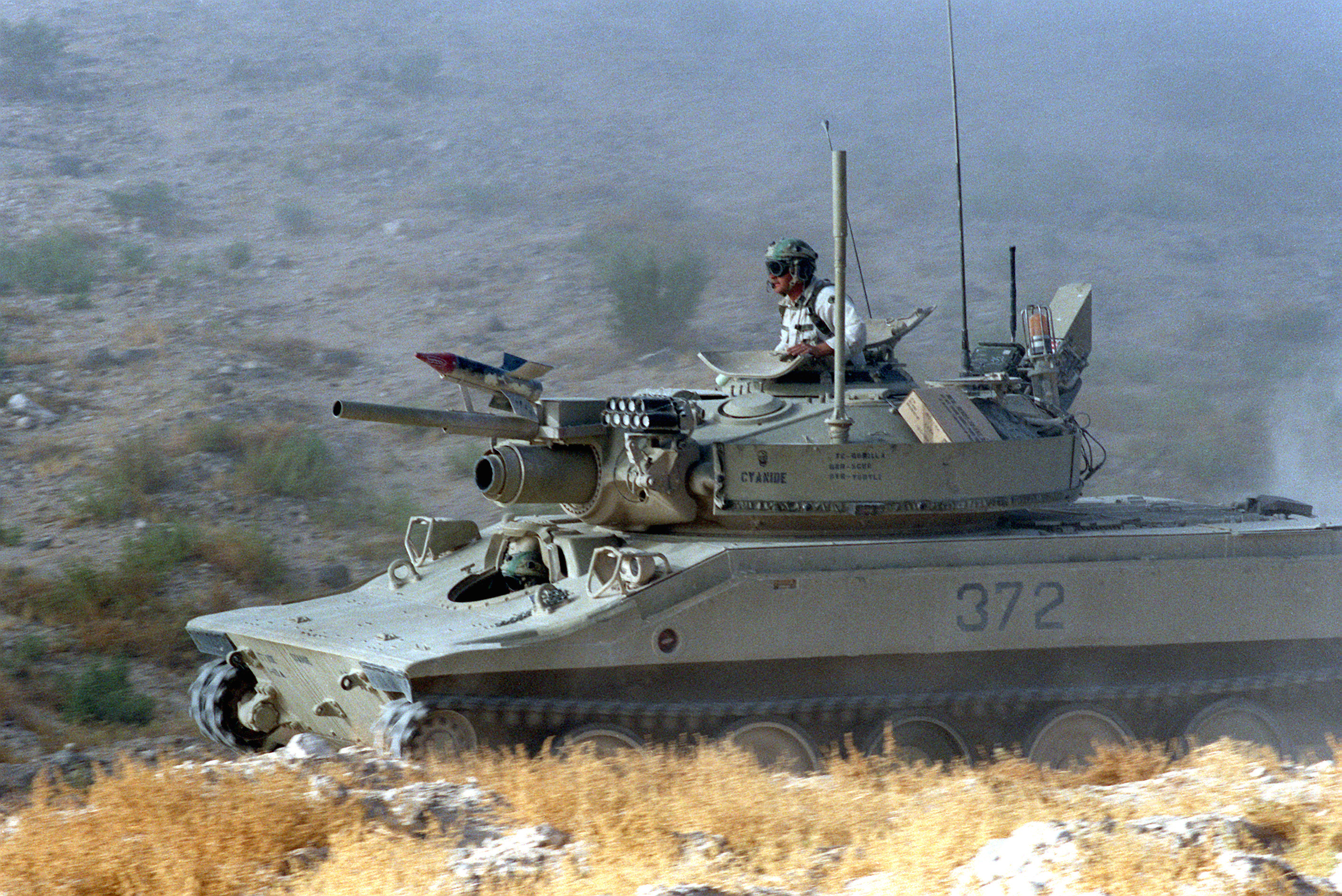
Американський танк M551 «Шеридан», який імітує радянську бойову машину піхоти БМП-1
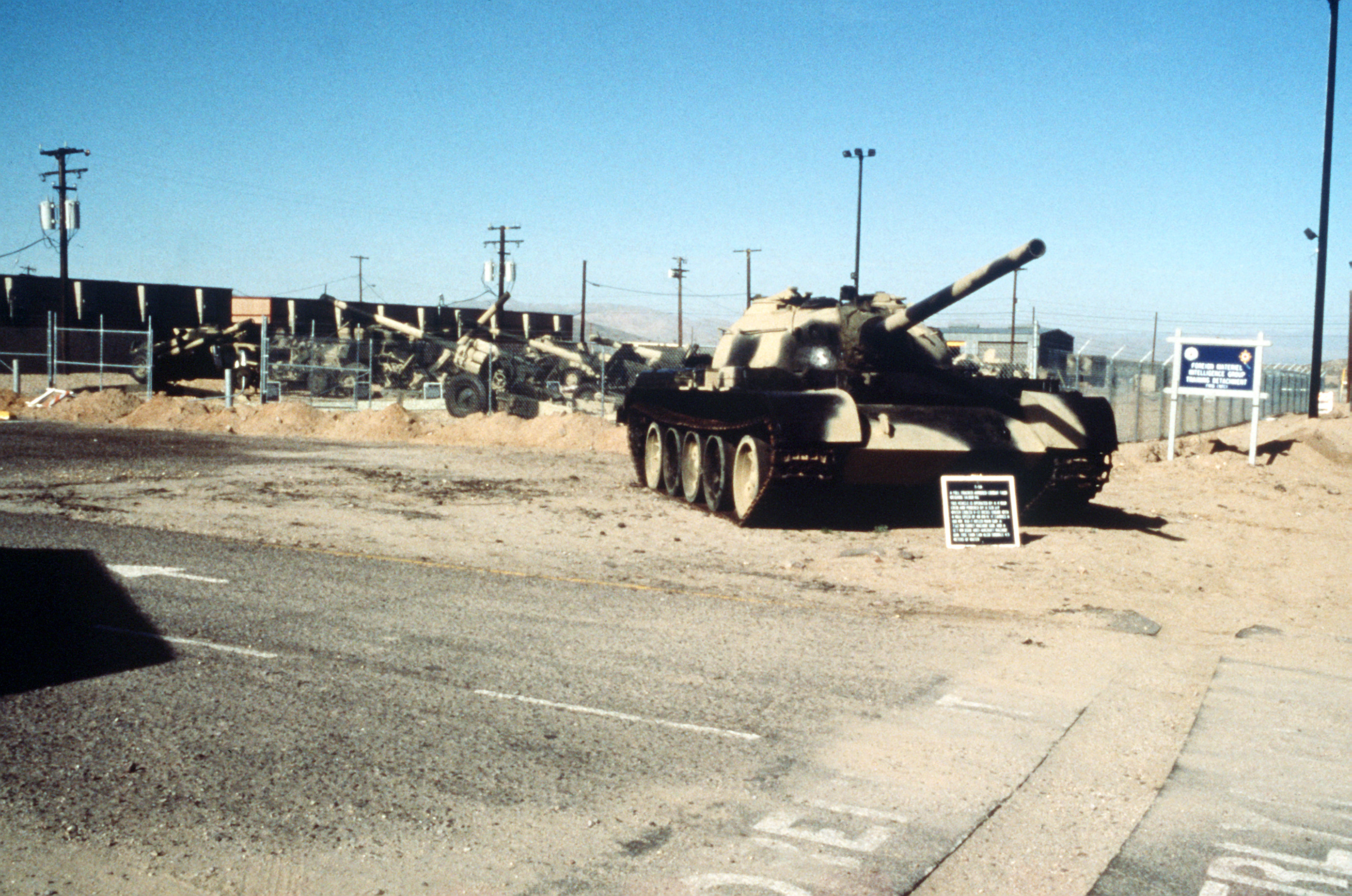
Танк Т-54. 10 березня 1987
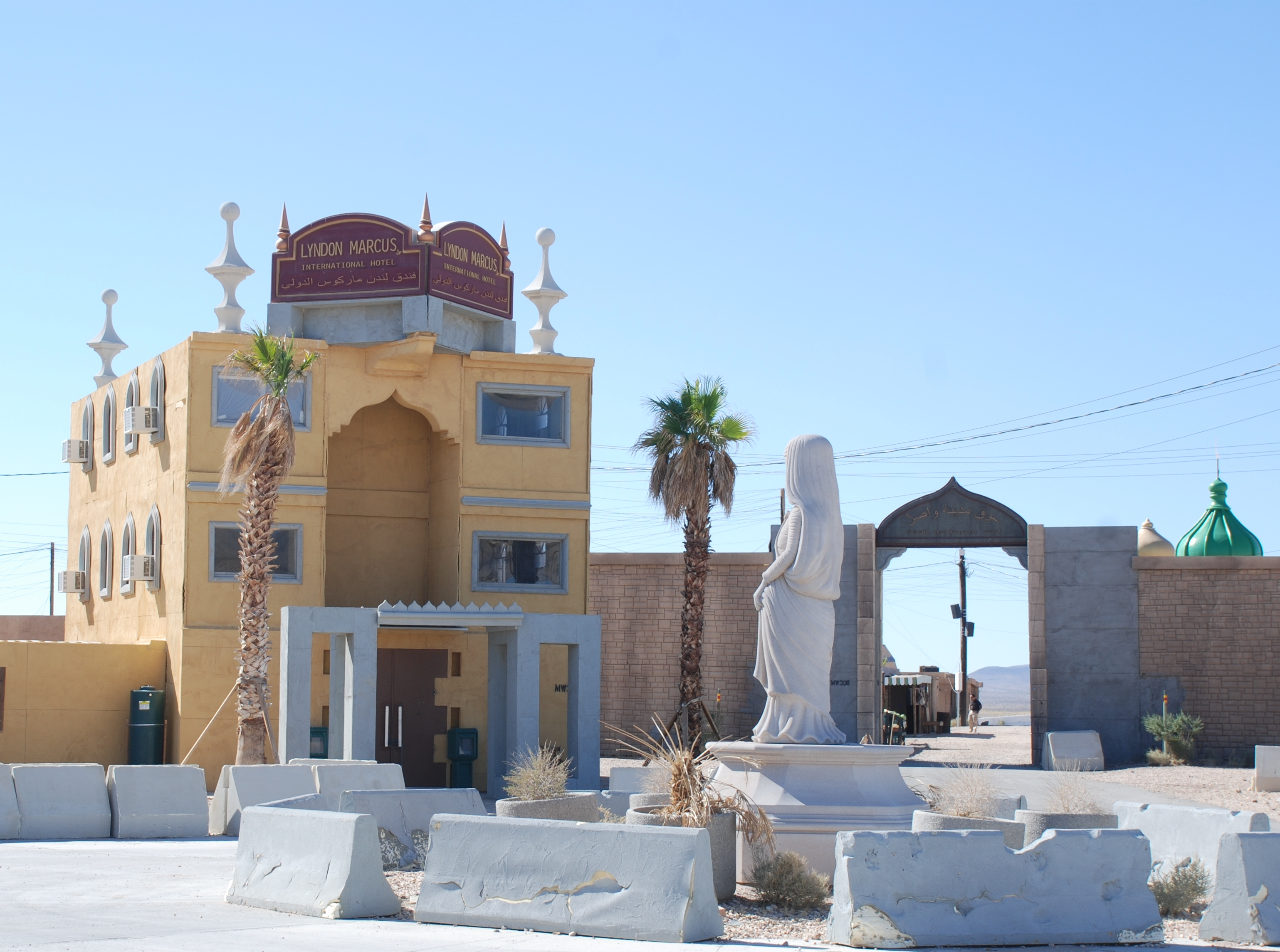
Навчальний полігон Медіна Васл, який імітує іракське місто для відпрацювання тактики дій американських військ в умовах ведення вуличних боїв в Іраку. 2 листопада 2011
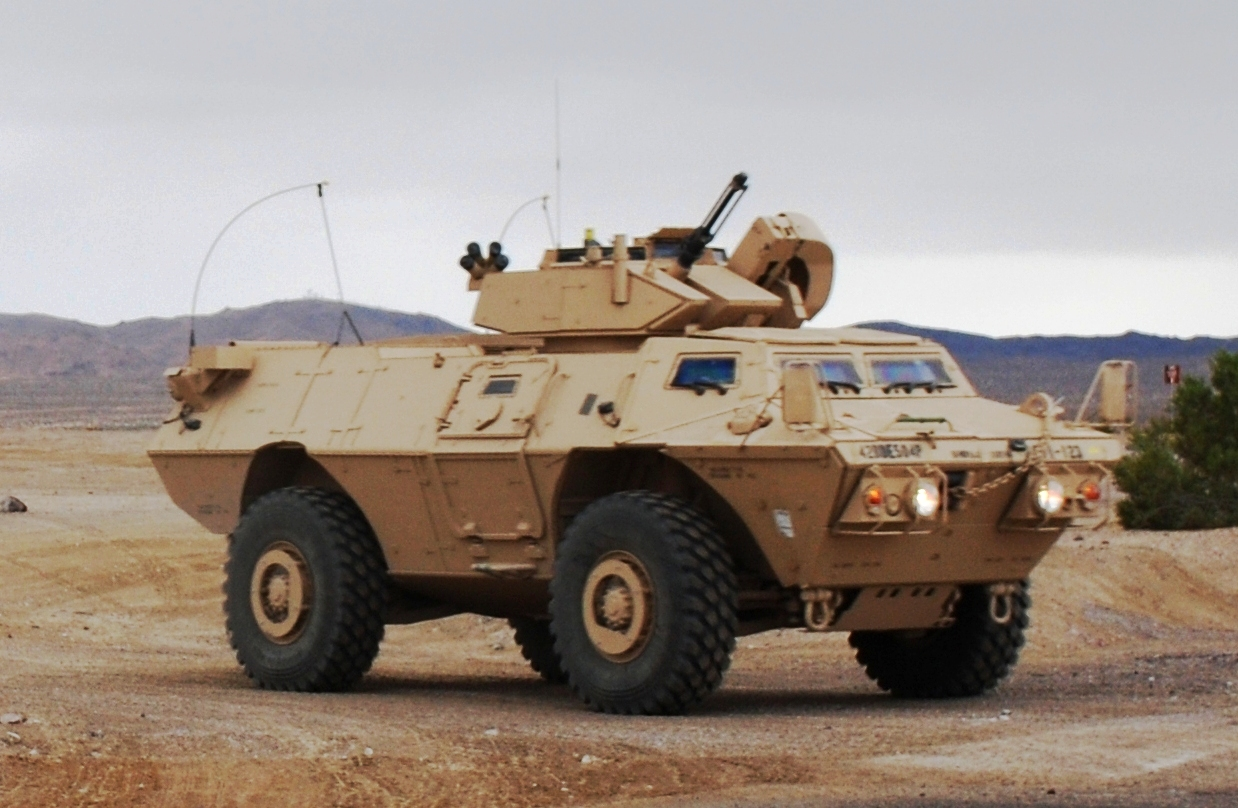
Бронетранспортер M1117. 4 листопада 2011